# Jeremy McGrath Supercross 2000
Jeremy McGrath Supercross 2000 (ook wel McGrath Supercross 2000) is een computerspel uit 2000. Het spel werd ontwikkeld en uitgegeven door Acclaim. Het kwam uit voor de Nintendo 64, PlayStation, Windows, Game Boy Color.

## Spel
In het spel staat de motorrijder Jeremy McGrath centraal. Het spel is een motorrace-spel waarbij het perspectief wordt getoond in de derde persoon. Het spel omvat acht indoor en acht outdoor circuits. Bij het spel kan een losse wedstrijd of een heel seizoen geracet worden. Ook is er een Time Trial en Freestyle modus waarbij punten verkregen kunnen worden door middel van punten. Het spel kent acht echte motorrijders, en een mogelijkheid om zelf een motorrijder samen te stellen. Het spel kan met twee spelers via een splitscreen gespeeld worden. Ook is het mogelijk een eigen baan te ontwerpen.
Dit is niet hetzelfde spel als Supercross 2000 die in 1999 werd uitgebracht door EA Sports.

## Ontvangst
| Beoordeeld door       | Jaar | Platform    | Score |
| --------------------- | ---- | ----------- | ----- |
| Mag'64                | 2000 | Nintendo 64 | 82%   |
| Nintendojo            | 2000 | Nintendo 64 | 60%   |
| Joypad                | 2000 | Dreamcast   | 50%   |
| Power Unlimited       | 2000 | Dreamcast   | 50%   |
| Power Unlimited       | 2000 | PlayStation | 45%   |
| IGN                   | 2000 | Dreamcast   | 40%   |
| IGN                   | 2000 | PlayStation | 40%   |
| Jeuxvideo.com         | 2000 | Dreamcast   | 35%   |
| Sports Gaming Network | 2000 | Nintendo 64 | 32%   |
| neXGam                | 2002 | Dreamcast   | 31%   |